# Röhrensee (Amt Wachsenburg)
Röhrensee ist ein Ortsteil der Gemeinde Amt Wachsenburg im Ilm-Kreis (Thüringen).

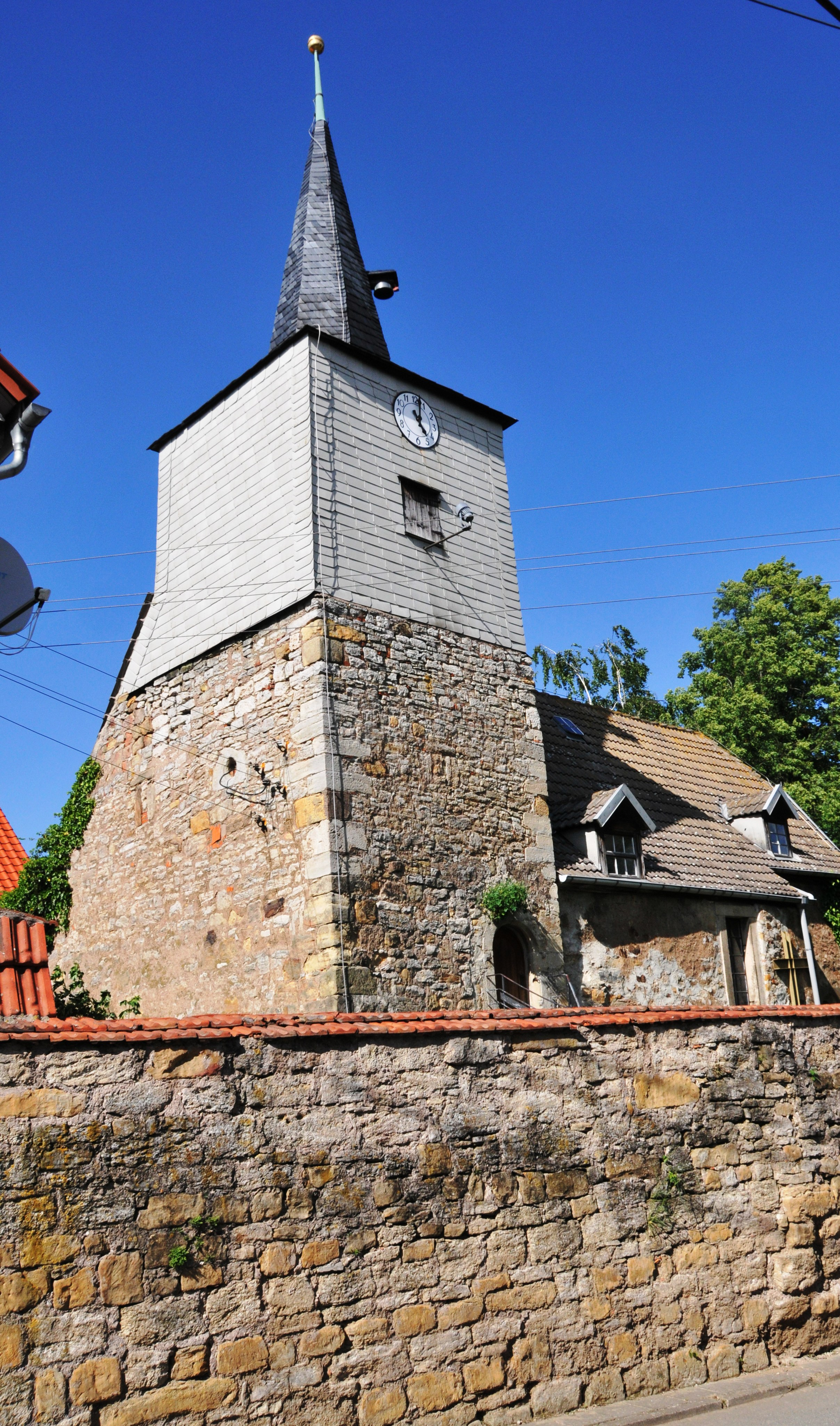
Kirche

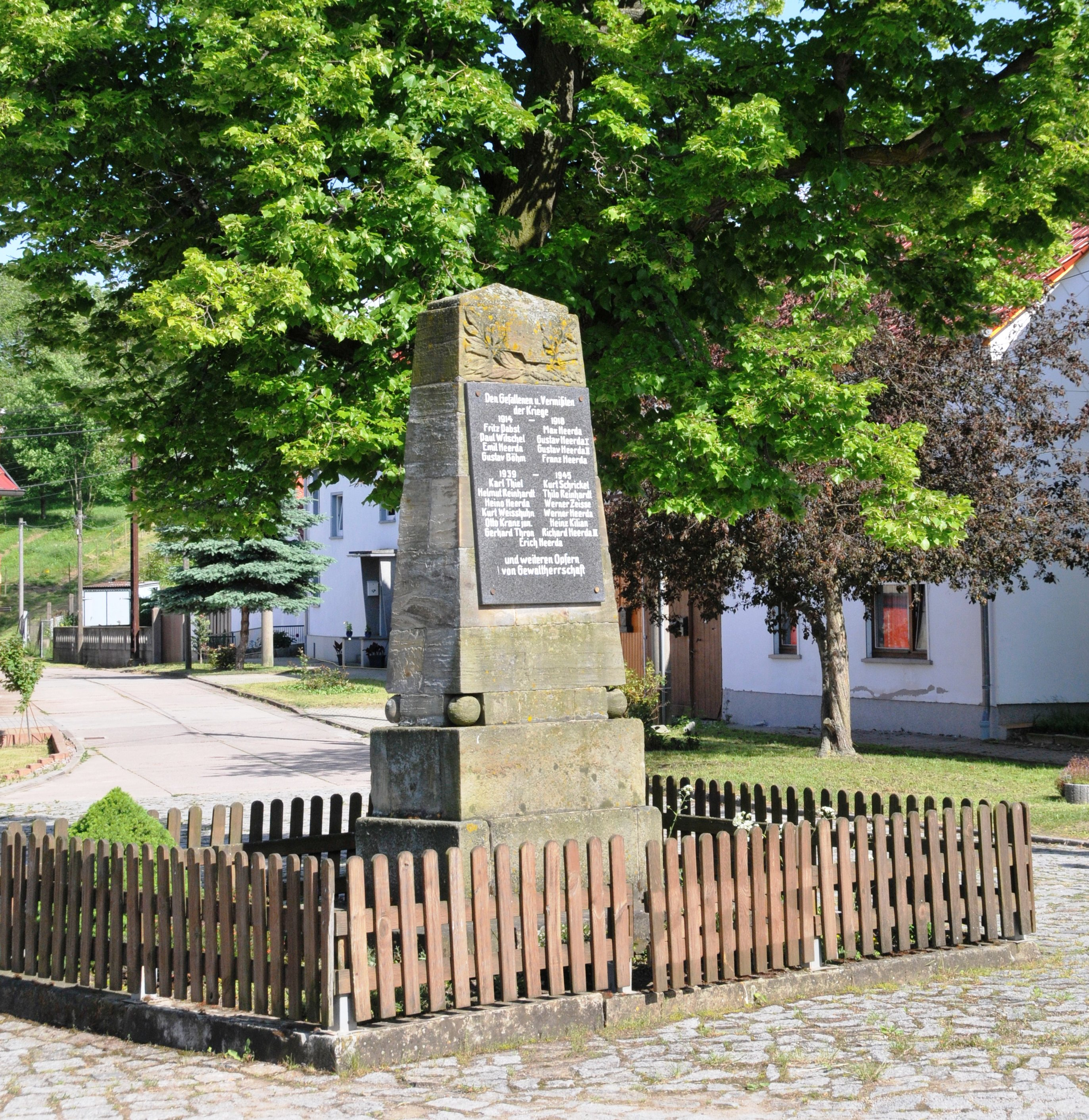
Gefallenendenkmal auf dem Dorfplatz Am Pferdebrunnen

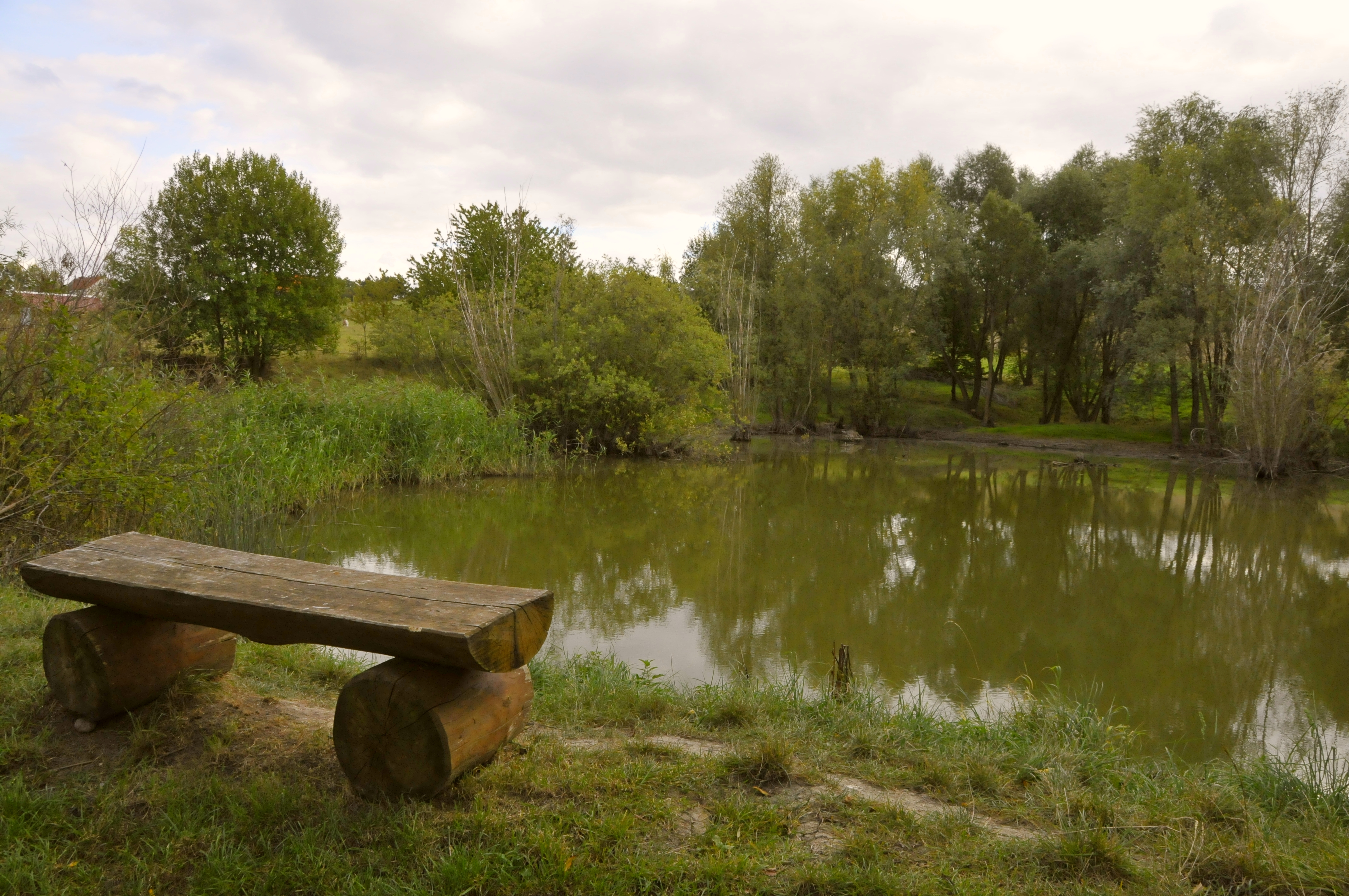
Teich der Wüstung Kettendorf

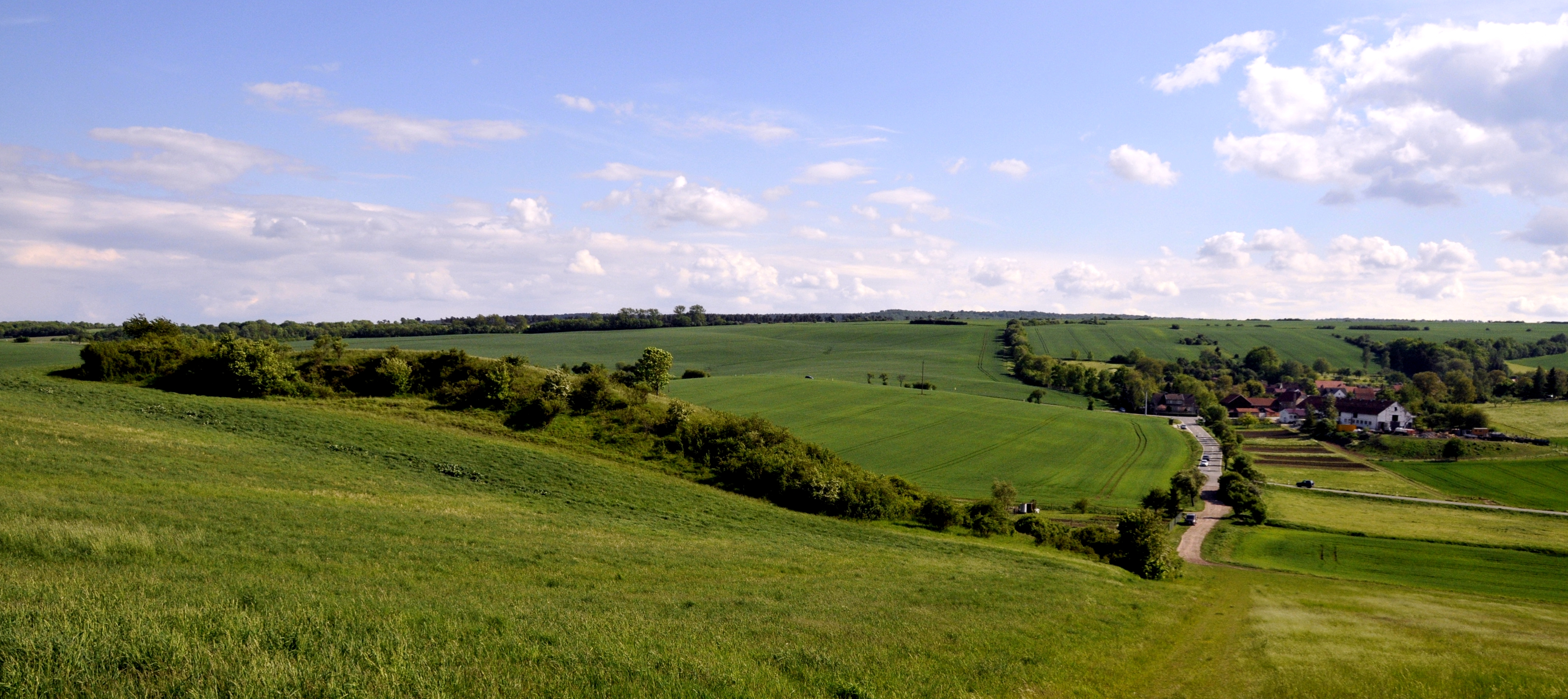
Röhrensee vom Kiliansberg aus, mit der dortigen Dorfstelle Gromsberg

## Geografie
Röhrensee liegt zwischen Mühlberg und Holzhausen im Gebiet der Drei Gleichen. Die nächstgelegenen Städte sind Erfurt, Gotha, Arnstadt und Ohrdruf. Nördlich von Röhrensee erstreckt sich die Schlossleite, ein Höhenzug, der von der Mühlburg im Westen bis zur Wachsenburg, der Namensgeberin der Gemeinde, reicht. Südlich des Dorfes liegt die Ohrdrufer Platte, eine Wald- und Heidehochfläche, die seit 1908 als Truppenübungsplatz genutzt wird. Röhrensee liegt in etwa 350 Metern Höhe und ist der kleinste Ortsteil der Gemeinde Amt Wachsenburg.

## Geschichte
Röhrensee wurde im Jahr 1186 erstmals urkundlich erwähnt. 1249 wurde der Ort Rorinse genannt, weitere Namen waren laut Stadtarchiv Arnstadt Rornse (1153), Rornsee (1430/31) und ab 1850 schließlich Röhrensee. Einer Sage zufolge befand sich hier ein „röhrender See“, was dem Ort den Namen gegeben haben könnte. Er gehörte von jeher politisch zu  Mühlberg bzw. zu den Besitztümern der Herrscher mit Sitz auf der Mühlburg. Dies waren über lange Zeit die Grafen von Gleichen. Sie verkauften das Amt Mühlberg, also auch Röhrensee, im Spätmittelalter an das Erzbistum Mainz (Stadt Erfurt). Von nun an gehörte der Ort zu Kurmainz. 1802 kamen die gesamten Erfurter Kurmainz-Besitztümer an Preußen. Die Gegend wurde zwischen 1806 und 1809 (u. a. nach den Schlachten bei Jena und Auerstedt, dem Vierten Koalitionskrieg) und 1813 (nach der Völkerschlacht bei Leipzig) von französischen Truppen besetzt. Die wiederholten, lang andauernden Einquartierungen der Franzosen und die damit verbundenen Leistungen an Naturalien und Geld setzten dem Dorf sehr zu. Das Amt Mühlberg wurde kurz darauf in den Kreis Erfurt der 1816 gebildeten preußischen Provinz Sachsen eingegliedert. Es war eine Exklave, die völlig von Sachsen-Gotha umgeben war. 1871 wurde der Ort Opfer eines Großbrandes. 1908 wurden zur Errichtung des Truppenübungsplatzes Ohrdruf etwas mehr als ein Quadratkilometer Feldflur an den Reichsmilitärfiskus abgetreten.
1952 kam der Ort dann vom Landkreis Erfurt zum Kreis Arnstadt, der wiederum 1994 im Ilm-Kreis aufging. Im selben Jahr wurde die Wachsenburggemeinde gegründet, der sich das bis dahin selbständige Dorf anschloss. Mit der Auflösung der Gemeinde am 31. Dezember 2012 kam der Ort zur Gemeinde Amt Wachsenburg.

## Politik
Die ehrenamtliche Ortsteilbürgermeisterin von Röhrensee ist Doreen Lattermann. Sie wurde zuletzt bei den Kommunalwahlen in Thüringen am 26. Mai 2024 im Amt bestätigt. Zusammen mit vier weiteren Mitgliedern bildet Lattermann den Ortsteilrat von Röhrensee.

## Sehenswürdigkeiten
- Die Kirche St. Nikolai ist die größte Sehenswürdigkeit. In Der Mitte des Dorfplatzes erinnert ein Denkmal an die Gefallenen der Weltkriege aus dem Dorf.
- Im März ist das Dorf Ziel hunderter Wanderer, die am benachbarten Höhenzug die großflächige Märzenbecherblüte betrachten wollen.
- Am Südhang der Schlossleite, beim Kiliansberg ist eine Wüstung namens Gromsberg. Vom früheren Dorf ist jedoch nichts mehr zu sehen.
- Im Westen des Dorfes, an einem Flächennaturdenkmal Am Kettendorf, ist ebenfalls eine Wüstung gleichen Namens. Hier befindet sich heute ein Teich.
- Im Süden der Ortslage verläuft ein Streckenabschnitt der einstmals bedeutenden Kupferstraße, die von Hohenkirchen über die Höhenlinie im heutigen Truppenübungsplatz an Röhrensee vorbei und über den nördlich von Bittstädt liegenden Kirchberg nach Arnstadt führt.

## Wirtschaft und Infrastruktur
Röhrensee ist ein landwirtschaftlich geprägter Ort. Das Dorf liegt an der Landesstraße L1045 Gotha–Arnstadt, der nächstgelegene Bahnhof befindet sich etwa fünf Kilometer nordöstlich in Haarhausen an der Bahnstrecke Neudietendorf–Ritschenhausen.